# Îles Salomon aux Jeux paralympiques d'été de 2020
Les Îles Salomon participent pour la deuxième fois aux Jeux paralympiques lors des Jeux d'été de 2020 à Tokyo.

## Histoire
La Fédération paralympique des Îles Salomon est devenue membre à part entière du Comité international paralympique en 2011, permettant au pays de participer aux Jeux de Londres en 2012. Représenté alors par une unique athlète, en lancer de poids, le pays ne remporte pas de médaille à Londres,.
Deux athlètes parviennent à accrocher un quota qualificatif :
- Solomon Jagiri, amputé de l'avant-bras droit, se qualifie dans la catégorie des hommes de moins de 61 kg dans la catégorie handisport K44 en remportant la médaille d'or à la compétition océanienne de qualification en février 2020
- Jeminah Otoa a remporté le bronze au javelot féminin aux XVIe Jeux du Pacifique aux Samoa. Elle participe également au Taekwendo dans la catégorie K44 +58Kg .

Alors qu'un volontaire avait représenté le pays lors de la parade des nations à la cérémonie d'ouverture, la Pandémie de Covid-19 a obligé le comité a déclaré forfait.